# هجارة (السدة)
هجارة
هجارة هي إحدى قرى عزلة جبل عصام بمديرية السدة التابعة لمحافظة إب، بلغ تعداد سكانها نحو 406 نسمة حسب تعداد اليمن لعام 2004.